# Sonia Manzano
Sonia Manzano, född 12 juni 1950 i New York, är en amerikansk skådespelare.
Manzano har bland annat medverkat i såväl TV-serien Familjen Casagrande som i filmen om samma familj. Hon har även medverkat i TV-serien Sesam.

## Filmografi (i urval)
- 1971–2014 – Sesam (TV-serie)
- 2019–2022 – Familjen Casagrande (TV-serie)
- 2024 – Familjen Casagrande: Filmen